# دارسي أوكونور
دارسي أوكونور (بالإنجليزية: D'Arcy O'Connor)‏ (21 ديسمبر 1994 في المملكة المتحدة - ) هو لاعب كرة قدم بريطاني في مركز الدفاع. لعب مع نادي روتشديل ونادي هايد إف سي ونادي ووركينغتون.

## وصلات خارجية
- دارسي أوكونور على موقع قاعدة بيانات كرة القدم.إي يو (الإنجليزية)
- دارسي أوكونور على موقع Soccerbase.com (لاعب) (الإنجليزية)